# São Gonçalo (Rio de Janeiro)
Pour les articles homonymes, voir São Gonçalo.

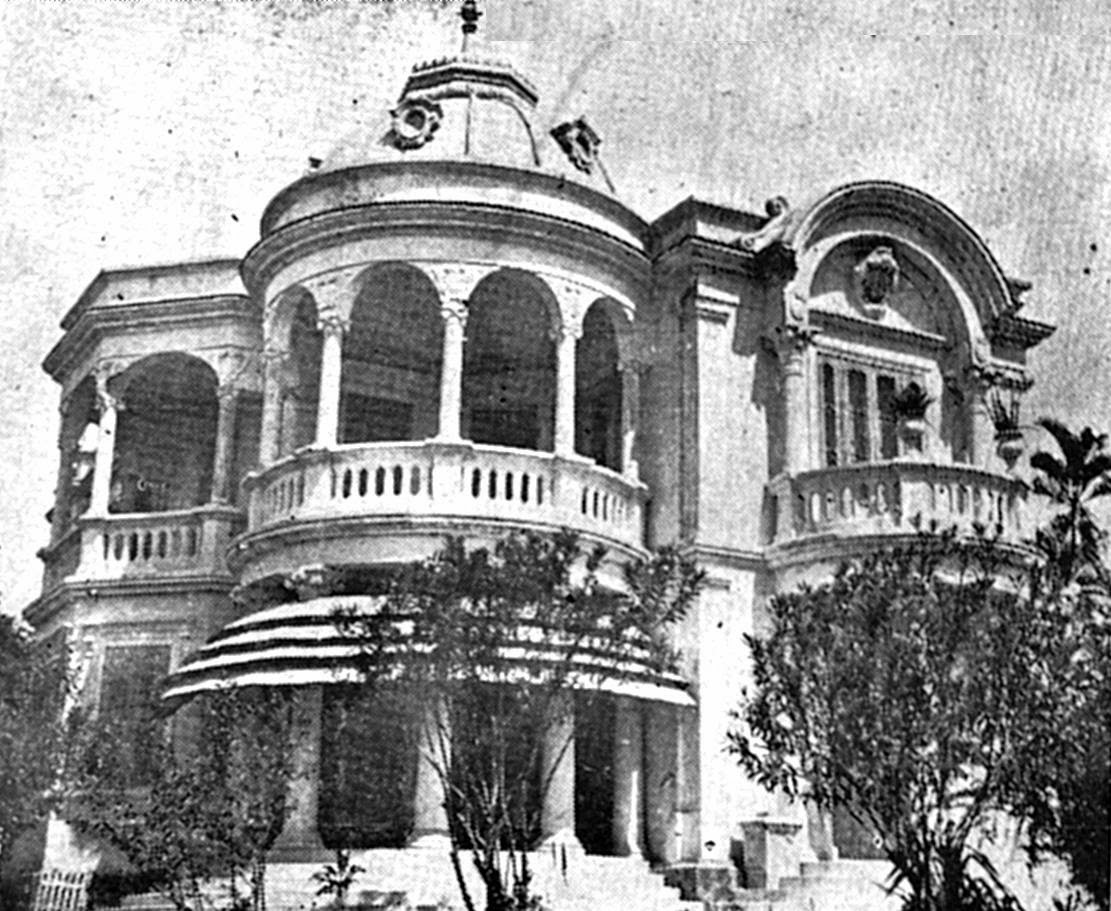
Mimi de Palacio, bâtiment historique du début du XXe siècle qui a été évincé au début du XXIe siècle.

São Gonçalo est une municipalité de l'État de Rio de Janeiro, au Brésil. Elle s'étend sur 249 km2 et comptait 1 016 028 habitants au recensement de 2012. C'est par la population la deuxième ville de l'État, et la seizième du pays.

## Histoire
Le territoire brésilien actuel est habité depuis au moins 10 000 avant J.-C. par des populations venues d'autres continents (peut-être d'Asie  et d'Océanie). Vers l'an 1000, les Indiens Tapuias (pt) (ou Tapuios) qui habitaient la région actuellement occupée par la municipalité ont été expulsés vers l'intérieur du continent à cause de l'arrivée des peuples Tupi de l'Amazonie .

## Population
| 1991    | 1996    | 2000    | 2007    | 2012      | 2023    |
| ------- | ------- | ------- | ------- | --------- | ------- |
| 779 832 | 831 467 | 891 119 | 960 631 | 1 016 128 | 896 744 |

## Géographie
São Gonçalo se situe à une latitude de 22° 49′ 37″ sud et à une longitude de 43° 03′ 14″ ouest, à une altitude de 19 mètres.

### Climat
Le climat de São Gonçalo est tropical avec des pluies d'été et  un hiver relativement sec. Les températures varient tout au long de l'année avec un été chaud et humide où la température moyenne atteint 28 °C avec des pics jusqu'à 38-40 °C. L'hiver reste doux avec des journées ensoleillées et des températures avoisinant le 25 °C le jour et 15 °C la nuit. En hiver, en raison de la présence de la masse polaire de l'Atlantique en provenance d'Argentine, les températures peuvent descendre en dessous de 20 °C en journée sans toutefois descendre en dessous de 10 °C le matin.

## Éducation
La ville a un campus universitaire qui se démarque des autres, la faculté d'éducation de l'enseignant de l'université de l'État de Rio de Janeiro. C'est le plus grand centre de la formation des enseignants spécialisés de l'État.

## Santé
São Gonçalo abrite plusieurs centres hospitaliers dont Estadual Alberto Torres, Luiz Hôpital Palmier, Barone de Medeiros, Hospital Infantil Darcy Vargas Silveira, hôpital de tapis, Santa Maria Hospital, l'hôpital et la clinique Sao Goncalo, Sao Jose Hôpital de Lys.

## Administration
La municipalité est constituée de 91 bairros (quartiers) et 5 distritos (districts):
- Centro
- Ipiíba
- Monjolos
- Neves
- Sete Pontes

| 1° Distrito - Centro |
| -------------------- |
| Alcântara            |
| Antonina             |
| Boaçu                |
| Brasilândia          |
| Centro               |
| Colubandê            |
| Cruzeiro do Sul      |
| Estrela do Norte     |
| Fazenda dos Mineiros |
| Galo Branco          |
| Itaoca               |
| Itaúna               |
| Lindo Parque         |
| Luiz Caçador         |
| Mutondo              |
| Mutuá                |
| Mutuaguaçu           |
| Mutuapira            |
| Nova Cidade          |
| Palmeira             |
| Porto do Rosa        |
| Recanto das Acácias  |
| Rocha                |
| Rosane               |
| Salgueiro            |
| São Miguel           |
| Tribobó              |
| Trindade             |
| Vila Lara            |
| Zé Garoto            |

| 2° Distrito - Ipiíba  |
| --------------------- |
| Almerinda             |
| Amendoeira            |
| Anaia Grande          |
| Anaia Pequeno         |
| Arrastão              |
| Arsenal               |
| Coelho                |
| Eliane                |
| Engenho do Roçado     |
| Ieda                  |
| Ipiíba                |
| Jardim Amendoeira     |
| Jardim Nova República |
| Jockey                |
| Maria Paula           |
| Rio do Ouro           |
| Sacramento            |
| Santa Isabel          |
| Várzea das Moças      |
| Vila Candoza          |

| 3° Distrito - Monjolos |
| ---------------------- |
| Barracão               |
| Bom Retiro             |
| Gebara                 |
| Guarani                |
| Guaxindiba             |
| Jardim Catarina        |
| Lagoinha               |
| Laranjal               |
| Largo da Ideia         |
| Marambaia              |
| Miriambi               |
| Monjolos               |
| Pacheco                |
| Raul Veiga             |
| Santa Luzia            |
| Tiradentes             |
| Vila Três              |
| Vista Alegre           |

| 4° Distrito - Neves |
| ------------------- |
| Boa Vista           |
| Camarão             |
| Gradim              |
| Mangueira           |
| Neves               |
| Parada 40           |
| Paraíso             |
| Patronato           |
| Porto da Madama     |
| Porto da Pedra      |
| Porto Novo          |
| Porto Velho         |
| Vila Lage           |

| 5° Distrito - Sete Pontes |
| ------------------------- |
| Barro Vermelho            |
| Convanca                  |
| Engenho Pequeno           |
| Morro do Castro           |
| Novo México               |
| Pita                      |
| Santa Catarina            |
| Tenente Jardim            |
| Venda da Cruz             |
| Zumbi                     |